# Helge Jung

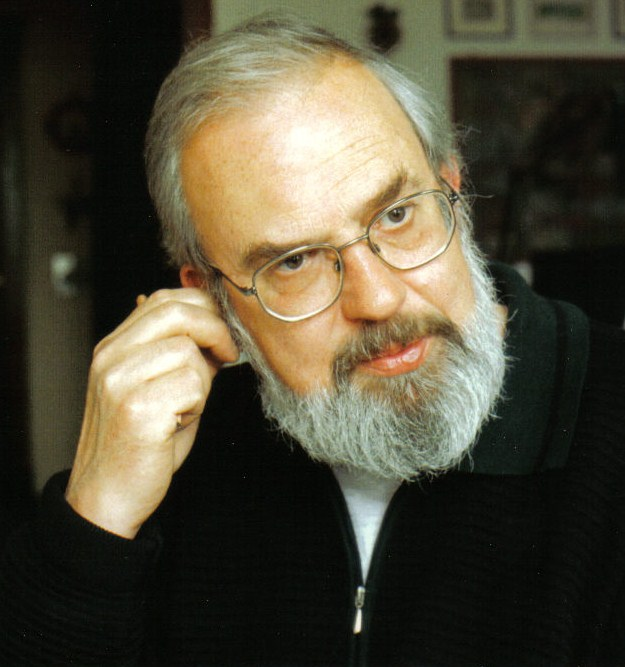
Helge Jung (1999)

Helge Jung (* 31. Mai 1943 in Wittenberge; † 3. Juni 2013 in Berlin) war ein deutscher Musiker und Komponist.

## Leben
Von 1956 bis 1961 erhielt Jung eine Ausbildung in Klavier, Violine, Viola und Musiktheorie an der Musikschule Frankfurt (Oder) und nahm von 1959 bis 1961 privaten Kompositionsunterricht bei Günter Kochan in Berlin.
Nach dem Abitur 1961 an der Oberschule in Frankfurt (Oder) studierte er bis 1967 an der Hochschule für Musik Berlin, der späteren „Hanns Eisler“ Hochschule: Komposition (Wolfgang Hohensee, Günter Kochan, Rudolf Wagner-Régeny), Klavier (Eva Ander, Rudolf Dunckel), Fagott (Fritz Finsch) und Dirigieren (Horst Müller). 1965 wurde er Mitglied des Verbandes der Komponisten und Musikwissenschaftler der DDR und komponierte seine erste Filmmusik (Jens und Fiasa) für die DEFA in Babelsberg. 1967 schloss er sein Studium mit dem Staatsexamen sowie einer Diplomarbeit Zum Problem der Ausdrucksmöglichkeiten in der zeitgenössischen Kammermusik ab.
Ebenfalls 1967 erhielt Jung einen zweijährigen Lehrauftrag für Musiktheorie und Gehörbildung an der Hochschule für Musik Berlin. 1969 wurde er Lektor, 1973 Cheflektor im Verlag Neue Musik Berlin, wo er bis 1977 tätig war.

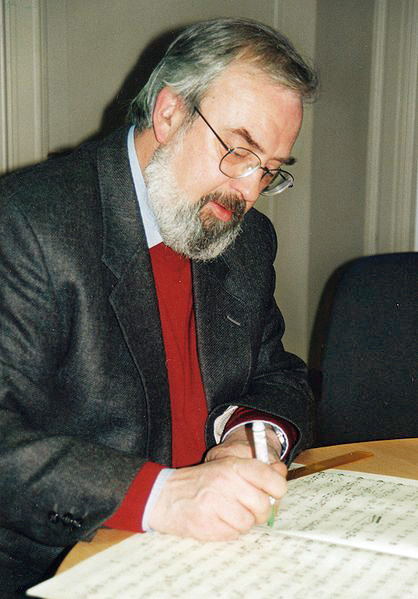
Helge Jung (1997)

Von 1970 bis 1978 arbeitete er mit singenden Schauspielern als Pianist und Ensembleleiter. Mit ihnen entfaltete er eine rege Konzerttätigkeit im In- und Ausland (Naher Osten, Osteuropa, Skandinavien, Afrika, Österreich, Italien, Portugal, BRD). Es entstanden zahlreiche Rundfunk-, TV- und Plattenproduktionen.
Seit 1978 war Jung freiberuflich als Komponist, Pianist und Dirigent tätig. Er wirkte von 1978 bis 1985 als Pianist und Korrepetitor beim Rundfunkkinderchor Berlin sowie beim Ossietzky Kammerchor Berlin und unterhielt enge Kontakte zu weiteren Spitzenchören wie Rundfunk-Jugendchor Wernigerode, Rundfunkchöre Berlin und Leipzig, Leipziger Vokalensemble, Dresdner Kapellknaben, Thomanerchor Leipzig, Cantores Minores Helsinki und dem ars-nova-ensemble Berlin.
Von 1985 an unternahm Jung zahlreiche Gastspielreisen zu eigenen Aufführungen und Produktionen, unter anderem nach Finnland, Österreich, Ungarn, in die BRD und die Schweiz. 1986 war er Gastdozent an der Gesamthochschule Kassel mit einer Vortragsreihe über 40 Jahre Musik in der DDR. 1989/90 engagierte er sich in verantwortlicher Stellung bei der Neuorganisation des Musiklebens: Komponistenverband, AWA-GEMA, GNM und Deutscher Musikrat.
Ab 1991 war Jung vorwiegend im Konzertmanagement tätig, darunter von 1993 bis 2000 für die Pankower Rathauskonzerte, 2001 bis 2004 für die Pankower Waisenhaus-Konzerte. 2001 war er Projektleiter des Chorfestes Berlin singt. Seit der Saison 2004/2005 war er bis zu seinem Tode freier Mitarbeiter der Berliner Philharmonie GmbH. Jung starb am 3. Juni 2013 nach kurzer Krankheit. Seine Missa da Requiem für Vokalquartett und Streichquintett, die er 2002 im Falle seines Todes Ludger Stühlmeyer zur Aufführung überlassen hatte, erklang erstmals am 12. Juni 2013 in der Hofer Stadtkirche.
Helge Jung war 47 Jahre mit der Verlagslektorin und Musiktherapeutin Martina Jung (1944–2015) verheiratet. Seine Kompositionen werden in fast allen europäischen Ländern, den USA und Afrika aufgeführt. Die letzte Ruhestätte des Ehepaars befindet sich auf dem Friedhof Kaulsdorf.
Siehe auch: Liste klassischer Komponisten in der DDR

## Preise und Auszeichnungen
Jung erhielt zahlreiche Kompositionspreise im In- und Ausland, darunter
- den Premio musicale Città di Trieste 1978,
- den 1. Preis OIRT-Rundfunkwettbewerb Helsinki 1983,
- den 1. Preis der European Broadcasting Union 1987,
- den 1. Preis Internationaler Kompositionswettbewerb Spittal/Kärnten 1988,
- den 1. Preis Jugendmusikschule Hameln 1989,
- sowie den 1. Preis der European Broadcasting Union 1989.

## Werke (Auswahl)

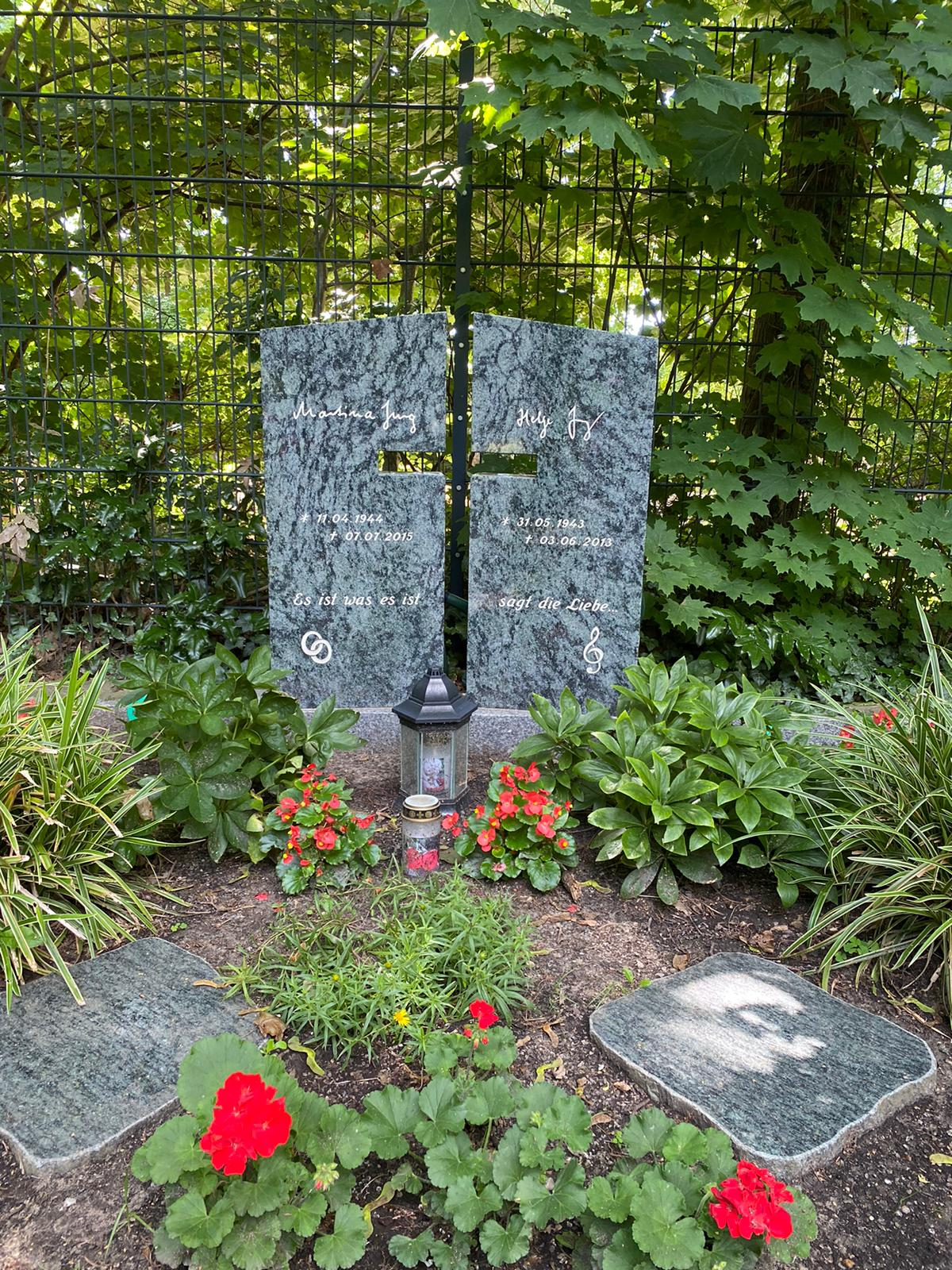
Grabstätte auf dem Friedhof Kaulsdorf

### Sinfonik
- Triptychon für Orchester (1968) VNM.
- Concerto für fünfzehn Streicher (1969/70) Edition Peters.
- Orchestermusik I „Autograph“ (1974/75).
- Flötenkonzert (1978) Edition Peters.
- Trois Poésies Françaises. Für Mezzosopran oder Bariton und Orchester (1978) Edition Peters.
- Tre pezzi per archi (1979) VNM.
- 2. Klavierkonzert (1980/81) Edition Peters.
- Orgelkonzert (1982) Edition Peters.
- Orchestermusik II „Homenaje a Gabriel García Márquez“ (1984) Edition Peters.
- Violinkonzert (1987) Edition Peters.
- Psalm 59. Mit zwei Meditationen von Bernhard Lichtenberg. Für Sopran-Solo, gemischten Chor, Orgel und Streichorchester (1988).
- Konzert für Posaunenquintett und Orchester (1989/90). Musikverlag Intermezzo.
- Windows. Mobile für Kammerorchester (1992).
- Konzert für Violoncello und Orchester (1996).
- Umkreisgebunden. Ein Kreuzspiel für Kammerorchester (2002).

### Kammermusik
- Suite für Blechbläser (2 Trp, Hn, Pos) (1967) DVfM.
- Aus-Flüge. Sechs Gedichte für Sopran und Klavier (1974/75).
- Suite galante et généreuse. Für Flöte und Gitarre (1976/77) DVfM.
- Extravaganzen. Aus dem Brevier Pablo Nerudas. Für Tenor und Klavier (1979) VNM.
- 2. Streichquartett (1980) Edition Peters.
- Zwei Stücke für Trompete und Klavier (1981) Friedrich Hofmeister Musikverlag.
- Die Farben des Chagall. Kammermusik für Gitarre und Bläserquintett (1981) Edition Peters.
- Traumtänze. Für Flöte solo (1982) DVfM.
- Notturno für Flöte und Gitarre (1984) Magnus Verlag.
- Discorsi per due violini / per violino e viola / per violino e chitarra (1985/1993) Hofmeister (3 Ausgaben).
- 3. Streichquartett (1985) Edition Peters.
- 3 Epigramme & 1 Nachwort. Für Gitarre solo (1987) Moeck Verlag.
- Integral. Für Bassflöte solo (1988) Hofmeister.
- Calculated Wounds. For A/T/BarSax & Piano (1988/95) Hofmeister.
- Elliptical Darkness (Trombone Basso) + A Poet's Discourse (Trombone Alto) (1988) Hofmeister (2 Ausgaben).
- Giuoco a quattro. Per tre fagotti e contrafagotto (1989) Feja Verlag.
- PQB-Serenade. Für vier Posaunen und Tuba (1989) Hofmeister.
- pERdUO. Violine und Orgel (1990) Merseburger Verlag.
- Adagio. Für Flöte/Altflöte und Harfe (1990) Hofmeister.
- VersatzStücke. Für zwei Gitarren (1991) Hofmeister.
- Bachmann-Lieder. Für Mezzosopran und Gitarre (1992).
- Aubade à PQB. Für vier Posaunen und Tuba (1993) Hofmeister.
- Hoffnung aus Schatten. Dreimal zwei Gedichte für Sopran u. Gitarre (1993) Magnus Verlag.
- A l'ombre d'une promesse. Quatuor des Saxophones (1996) Hofmeister.
- 4 PLUS 1. Für Klarinette und Streichquartett (1996) Hofmeister.
- Steine sammeln, Steine verstreun. Ein Mobile für Flöte, Oboe, Viola u. Klavier (1999).
- Triathlon. Für Klarinette, Fagott und Klavier (1999) Musikverlag Intermezzo.
- Juni. Für Gesang und Klavier (1999).
- Three Sporting Events. Piano Trio (2003) Musikverlag Intermezzo.
- Broken, whenever. Pasticcio per clarinetto, violoncello e pianoforte (2004).
- Schostakowitsch-Variationen. Einrichtung für Klarinette, Violoncello u. Klavier (2005) Musikverlag Intermezzo.
- A circle of tales. For clarinet/bassclarinet, violoncello & piano (2005/2006) Musikverlag Intermezzo.

### Chormusik
- Missa LA-SI-DO. Für 4st. gem. Chor, Bläserquintett und Orgel (1964). UA: 10. Oktober 1999, Chor der Stadtkirche St. Marien Hof, Ltg. Ludger Stühlmeyer.
- Drei Stücke für Kammerchor (Günter Kunert) (1967/76).
- Die Märchen der Mutter Gans / Mother Goose´s Nursery Rhymes. Für Kinderchor (1974/1980).
- Ungereimtheiten. Sieben denkwürdige Stücke für Kinderchor, Klavier und Schlagzeug (Waldemar Spender) (1978) DVfM.
- Vogelnester. Fünf Liebesgedichte für Frauenchor (1979) Edition Ferrimontana.
- Historia Nativitatis Domini / Die Geschichte von der Geburt Christi. Für gemischten Chor, Solisten, fünf Bläser u. Orgel (lat/finn + lat/dt) (1980). UA: 1982, Cantores Minores Helsinki, Ltg. Heinz Hofmann.
- Herrn Walthers Unkrautton (Walther von der Vogelweide/Hubert Witt). Für zwei Kinderchöre (mhd/nhd)(1980).
- Zwei Goethe-Chöre: Herbstgefühl - Wechsel. Für gemischten Chor (1981/82) DVfM.
- Laudes Creaturarum. Der Sonnengesang des hl. Franziskus. Für 8sti. gemischten Chor (altital.) (1982). UA: 1982, Dresdner Kapellknaben, Ltg. Konrad Wagner.
- Tibulli Elegia Pacis. Das Friedenslied des Tibull mit einem Nachsatz von Salvatore Quasimodo. Für 12 Solostimmen (u. Sprecher ad lib.) (lat/dt -ital/dt) (1982) DVfM.
- Die gute Nacht. Ein Weihnachtskonzert für zwei Kinderchöre drei Solisten, fünf Blechbläser, Harfe und Orgel (Ambrosius/Thomas Münzer, Brecht, Anonymus) (1985).
- Domine Deus meus (Psalm 7). Für gemischten Chor (ad lib. mit Tenor-Solo) (lat/dt) (1987) DVfM.
- Psalm 59 mit zwei Meditationen von Bernhard Lichtenberg. Für Sopran-Solo, gemischten Chor, Orgel und Streichquintett (1988). UA: 1993 Chor der St. Hedwigs-Kathedrale Berlin, Ltg. Michael Witt.
- And It Is Day. Six poems by e. e. cummings. Für gem. Chor (engl) (1989).
- Es heißt ... so bitter (Erich Fried). Für gemischten Chor (1990) Edition Ferrimontana.
- Seligpreisungen (Mt 5, 8-10). Für zwei gemischte Chöre, vier Posaunen und Orgel (lat/dt/engl) (1995). UA: Chor der St. Hedwigs-Kathedrale Berlin, Ltg. Michael Witt.
- Magnificat. Für Sopran, gemischten Chor, vier Posaunen, Orgel und Streicher (lat) (1996). UA: Chor der St. Hedwigs-Kathedrale Berlin, Ltg. Michael Witt.
- Mit anderen Augen. Eine Katzenmusik für Kinderchor a cappella (2001) Edition Ferrimontana.
- Dresdner Litanei. Für gemischten Chor und Orgel (2001). Auftragswerk der Dresdner Kapellknaben zum 250. Weihejubiläum der Kathedrale Ss. Trinitatis Dresden im Juni 2001, UA Ltg. Matthias Liebich.
- Missa da Requiem. Für Vokalquartett und Streichquintett (2002). UA 12. Juni 2013, Ltg. Ludger Stühlmeyer.
- Pater noster. Für 4st. gem. Chor (2003). UA: 31. Mai 2003, Chor der Stadtkirche St. Marien Hof, Ltg. Ludger Stühlmeyer.
- Die Milchmädchenrechnung. Für Frauenchor a cappella (Helge Jung nach La Fontaine) (2003).
- De verbo carneque laudes ad duodecim voces (Joh 1,1-14, Ps 89,12, Ps 98,3b) (2004). UA:ars-nova-ensemble, Ltg. Peter Schwarz.
- Responsorien zu Festen des Kirchenjahres.

### Werke für Tasteninstrumente

#### Cembalo Solo
- Dichotomie (1992).
- Quattro Ricordi per il Cembalo: 1. Preludio, 2. Aria, 3. Intermezzo, 4. Concerto (2011). UA: 25. Dezember 2011, Stadtkirche St. Marien Hof, Ludger Stühlmeyer.

#### Klavier Solo
- Arboretum. 12 Klavierstücke (1970/72) Edition Peters.
- Schostakowitsch-Variationen für Klavier (1982) Musikverlag Intermezzo.
- Cinq recherches pour piano: 1. Gradation, 2. Contraire, 3. Miroirs, 4. L'espace et les temps, 5. La chasse (2007).

#### Orgel solo
- Kochberger Albumblatt (1978), H. + H. Sch. gewidmet.
- Finale für Orgel op. 58 (1986), Henry Schädlich gewidmet.
- Chains & Wings. Concert Movement for Organ (1989).
- Potsdamer Albumblatt (1991). Für Matthias Jacob.[3]
- Saarbrücker Albumblatt (2003), Christian von Blohn gewidmet.
- Vier Orgel-Etüden (2008). UA: 1. Februar 2009, Stadtkirche St. Marien Hof, Ludger Stühlmeyer.
- Tricinium für Orgel (2011), Ludger Stühlmeyer gewidmet. UA: 16. Oktober 2011, Stadtkirche St. Marien Hof, Ludger Stühlmeyer.
- 5 Intermedien und 2 Postludien für Orgel (2012), Sebastian Sommer gewidmet.[4]

## Schüler
- Ludger Stühlmeyer, Kantor, Komponist und Musikwissenschaftler

## Diskografie (Auswahl)
- Topografien. Für zwei Gitarren, Sprecher und Zuspielband: Intersound-Pro Viva - CD Like Fire Burning.
- Fünf Weihnachtslieder. Für vier Posaunen und Tuba: Koch-Schwann - CD Posaunenquintett Berlin Vol. 2.
- Triplum. Für Flöte, Fagott und Cembalo: Aulos - CD La banda palatina.
- VersatzStücke. Für zwei Gitarren: NCA New Classical Adventure - CD Herbstmusik.
- Zwölf Weihnachtslieder. Für gemischten Chor: VET's Records - CD Omnis mundus jucundetur.
- Bachmann-Lieder. Für Mezzosopran und Gitarre: Signum/MusiContact - CD calliope-calls.
- Umkreisgebunden. Ein Kreuzspiel: mdr kultur/Sächsische Tonträger - CD 15. und 16. Dresdner Tage der zeitgenössischen Musik 2001/2002.